# Campionat del Món de ciclisme en pista 2021 - Velocitat femenina
La competició de velocitat femenina al Campionat del món de ciclisme en pista de 2021 es va celebrar el 21 i 22 d'octubre de 2021.

## Resultats

### Classificació
La classificaió va començar el 21 d'octubre a les 13:18. Les vuit ciclistes més ben classificades van avançar directament als vuitens de final; i les situades del 9è al 24è lloc van avançar als setzens de final.
| Posició | Nom                  | País                      | Temps  | Diferència | Notes |
| ------- | -------------------- | ------------------------- | ------ | ---------- | ----- |
| 1       | Lea Friedrich        | Alemanya                  | 10.489 |            | Q     |
| 2       | Emma Hinze           | Alemanya                  | 10.519 | +0.030     | Q     |
| 3       | Kelsey Mitchell      | Canadà                    | 10.520 | +0.031     | Q     |
| 4       | Mathilde Gros        | França                    | 10.533 | +0.044     | Q     |
| 5       | Lauriane Genest      | Canadà                    | 10.545 | +0.056     | Q     |
| 6       | Pauline Grabosch     | Alemanya                  | 10.572 | +0.083     | Q     |
| 7       | Shanne Braspennincx  | Països Baixos             | 10.601 | +0.112     | Q     |
| 8       | Martha Bayona        | Colòmbia                  | 10.754 | +0.265     | Q     |
| 9       | Miriam Vece          | Itàlia                    | 10.790 | +0.301     | q     |
| 10      | Riyu Ohta            | Japó                      | 10.791 | +0.302     | q     |
| 11      | Sophie Capewell      | Regne Unit                | 10.821 | +0.332     | q     |
| 12      | Sarah Orban          | Canadà                    | 10.826 | +0.337     | q     |
| 13      | Anastasia Voynova    | Federació de Ciclisme rus | 10.842 | +0.353     | q     |
| 14      | Daria Shmeleva       | Federació de Ciclisme rus | 10.866 | +0.377     | q     |
| 15      | Mandy Marquardt      | Estats Units              | 10.951 | +0.462     | q     |
| 16      | Yuli Verdugo         | Mèxic                     | 10.952 | +0.463     | q     |
| 17      | Fuko Umekawa         | Japó                      | 11.016 | +0.527     | q     |
| 18      | Madalyn Godby        | Estats Units              | 11.045 | +0.556     | q     |
| 19      | Blaine Ridge-Davis   | Regne Unit                | 11.111 | +0.622     | q     |
| 20      | Joanne Rodríguez     | Guatemala                 | 11.163 | +0.674     | q     |
| 21      | Alla Biletska        | Ucraïna                   | 11.273 | +0.784     | q     |
| 22      | Veronika Jaborníková | Txèquia                   | 11.273 | +0.784     | q     |
| 23      | Helena Casas         | Espanya                   | 11.286 | +0.797     | q     |
| 24      | Yarli Mosquera       | Colòmbia                  | 11.409 | +0.920     | q     |

### Setzens de final[modifica]
Els setzens de final van començar el 21 d'octubre a les 14:10. La guanyadora de cada màniga va avançar als vuitens de final.
| Màniga | Posició | Nom                  | País                      | Diferència | Notes |
| ------ | ------- | -------------------- | ------------------------- | ---------- | ----- |
| 1      | 1       | Miriam Vece          | Itàlia                    |            | Q     |
| 1      | 2       | Yarli Mosquera       | Colòmbia                  | +0.124     |       |
| 2      | 1       | Riyu Ohta            | Japó                      |            | Q     |
| 2      | 2       | Helena Casas         | Espanya                   | +0.208     |       |
| 3      | 1       | Sophie Capewell      | Regne Unit                |            | Q     |
| 3      | 2       | Veronika Jaborníková | Txèquia                   | +0.603     |       |
| 4      | 1       | Alla Biletska        | Ucraïna                   |            | Q     |
| 4      | 2       | Sarah Orban          | Canadà                    | REL        |       |
| 5      | 1       | Anastasia Voynova    | Federació de Ciclisme rus |            | Q     |
| 5      | 2       | Joanne Rodríguez     | Guatemala                 | +0.273     |       |
| 6      | 1       | Daria Shmeleva       | Federació de Ciclisme rus |            | Q     |
| 6      | 2       | Blaine Ridge-Davis   | Regne Unit                | +0.071     |       |
| 7      | 1       | Madalyn Godby        | Estats Units              |            | Q     |
| 7      | 2       | Mandy Marquardt      | Estats Units              | +0.013     |       |
| 8      | 1       | Yuli Verdugo         | Mèxic                     |            | Q     |
| 8      | 2       | Fuko Umekawa         | Japó                      | +0.110     |       |

### Vuitens de final
Els vuitens de final van començar el 21 d'octubre a les 14:49. La guanyadora de cada màniga va avançar als quarts de final.
| Màniga | Posició | Nom                 | País                      | Diferència | Notes |
| ------ | ------- | ------------------- | ------------------------- | ---------- | ----- |
| 1      | 1       | Lea Friedrich       | Alemanya                  |            | Q     |
| 1      | 2       | Yuli Verdugo        | Mèxic                     | +0.038     |       |
| 2      | 1       | Emma Hinze          | Alemanya                  |            | Q     |
| 2      | 2       | Madalyn Godby       | Estats Units              | +0.404     |       |
| 3      | 1       | Kelsey Mitchell     | Canadà                    |            | Q     |
| 3      | 2       | Daria Shmeleva      | Federació de Ciclisme rus | +3.048     |       |
| 4      | 1       | Mathilde Gros       | França                    |            | Q     |
| 4      | 2       | Anastasia Voynova   | Federació de Ciclisme rus | +0.106     |       |
| 5      | 1       | Lauriane Genest     | Canadà                    |            | Q     |
| 5      | 2       | Alla Biletska       | Ucraïna                   | +0.108     |       |
| 6      | 1       | Pauline Grabosch    | Alemanya                  |            | Q     |
| 6      | 2       | Sophie Capewell     | Regne Unit                | +0.071     |       |
| 7      | 1       | Shanne Braspennincx | Països Baixos             |            | Q     |
| 7      | 2       | Riyu Ohta           | Japó                      | +0.088     |       |
| 8      | 1       | Miriam Vece         | Itàlia                    |            | Q     |
| 8      | 2       | Martha Bayona       | Colòmbia                  | +0.022     |       |

### Quarts de final
Els quarts de final van començar el 21 d'octubre a les 18:58. Les proves es van disputar a la millor de tres curses; les guanyadores van anar a les semifinals.
| Màniga | Posició | Nom                 | País          | Cursa 1 | Cursa 2 | Decisió | Notes |
| ------ | ------- | ------------------- | ------------- | ------- | ------- | ------- | ----- |
| 1      | 1       | Lea Friedrich       | Alemanya      | X       | X       |         | Q     |
| 1      | 2       | Miriam Vece         | Itàlia        | +0.126  | +0.098  |         |       |
| 2      | 1       | Emma Hinze          | Alemanya      | X       | X       |         | Q     |
| 2      | 2       | Shanne Braspennincx | Països Baixos | +0.097  | +0.177  |         |       |
| 3      | 1       | Kelsey Mitchell     | Canadà        | X       | X       |         | Q     |
| 3      | 2       | Pauline Grabosch    | Alemanya      | +0.051  | +0.084  |         |       |
| 4      | 1       | Lauriane Genest     | Canadà        | +0.167  | X       | X       | Q     |
| 4      | 2       | Mathilde Gros       | França        | X       | +0.263  | +0.035  |       |

### Semifinals
Les semifinals van començar el 21 d'octubre a les 19:24. Les proves es van disputar a la millor de tres curses; les guanyadores van anar a la final i les perdedores a la cursa per la medalla de bronze.
| Màniga | Posició | Nom             | País     | Cursa 1 | Cursa 2 | Decisió | Notes |
| ------ | ------- | --------------- | -------- | ------- | ------- | ------- | ----- |
| 1      | 1       | Lea Friedrich   | Alemanya | X       | X       |         | Q     |
| 1      | 2       | Lauriane Genest | Canadà   | +0.102  | +0.106  |         |       |
| 2      | 1       | Emma Hinze      | Alemanya | X       | X       |         | Q     |
| 2      | 2       | Kelsey Mitchell | Canadà   | +0.071  | +0.060  |         |       |

### Final
Les finals van començar a les 20:51. Les proves es van decidir a la millor de tres curses.
| Posició                        | Nom             | País     | Cursa 1 | Cursa 2 | Decisió |
| ------------------------------ | --------------- | -------- | ------- | ------- | ------- |
| Cursa per la medalla d'or      |                 |          |         |         |         |
| 1                              | Emma Hinze      | Alemanya | X       | X       |         |
| 2                              | Lea Friedrich   | Alemanya | +0.117  | +0.129  |         |
| Cursa per la medalla de bronze |                 |          |         |         |         |
| 3                              | Kelsey Mitchell | Canadà   | X       | X       |         |
| 4                              | Lauriane Genest | Canadà   | +0.087  | +0.050  |         |